# 島倉二千六
島倉 二千六（しまくら ふちむ、1940年〈昭和15年〉10月5日 - ）は、日本の特撮映画の背景専門の絵描き。雲の表現に定評があり、雲の神様と称される。立花隆の住居「猫ビル」に黒猫を描いた人物としても知られる。別名・島倉仁。新潟県水原町出身。

## 経歴
幼少期より絵が得意で、中学のときに新潟県の展覧会に入選、以後、文部大臣賞、郵政大臣賞受賞。中学校卒業後に看板屋で務めた後、兄の誘いで1957年に上京し独立プロへ入社。1958年の映画『怒りの孤島』から背景美術に携わる。1959年に映画『日本誕生』の現場を見学した際に特撮技術課長の末安昌美から誘いを受け、1960年に東宝の契約社員となった。当初は合成作画を担当し、『宇宙大戦争』（1959年）より鈴木福太郎の助手として背景美術を手掛ける。1981年に東宝退社後もフリーで仕事を続け、以後、60年近くに渡り映画・特撮テレビ番組・CMなどの背景を手がけている。工房「アトリエ雲」を構え、弟子に妹尾河童の息子・妹尾太郎（タローアート）などがいる。
1992年に日本アカデミー賞協会特別賞、1996年にNHKスペシャル「生命」（1994年放送）にて国際エミー賞、2005年に文化庁映画功労賞、2008年に倉林誠一郎記念賞を受賞。第50回『映画の日　永年功労賞』にも選出された。2015年には内閣総理大臣賞（ものづくり日本大賞）を受賞した。
1993年ごろから自身の作品制作を始め、各地で原画展、版画展も開催している。

## エピソード
新潟時代に、美術教師を務めていた小林知己の父に師事していたことがあり、背景画家を目指して小林が上京した際に東宝の造型部へ紹介している。
東宝を見学した際に最初に見たのは鈴木福太郎が描いた雲の絵で、島倉は写真と見間違えたという。鈴木に師事していた時代は、雲は描かせてもらえなかったといい、島倉は鈴木の描き方を観察して技を盗んだと述べている。ある時、鈴木が私用で休んだ際に代理で雲を描いたところ、円谷英二に褒められ自信を持ったという。
円谷作品での青空は現実的ではない鮮やかなブルーであるが、これは遠近感を出すためにフォグを流すことでちょうどいい色合いになることを計算したものであった。島倉によれば、この青空の塗料は自身が入る前から決まっていたものであるという。
円谷作品では、富士山の絵を何度も描いたため、資料を見ずに裾野も描けるようになったという。また、作品内容の都合から御殿場側から見た富士山の絵を描くことが多く、その後も富士山を描く際はそちら側から描いている。
円谷とは、故郷が阿賀野川でつながる新潟と福島であったことから、郷里の話でよく盛り上がっていたという。円谷の晩年には、円谷がよく登っていたという大山の絵を依頼され、枕元に描いた。

## 主な作品

### 映画
| 公開年月日     | 作品名                                           | 制作（配給）                                        | 役職     |
| -------------- | ------------------------------------------------ | --------------------------------------------------- | -------- |
| 1957年         | 異母兄弟                                         | 独立映画                                            |          |
| 1959年10月25日 | 日本誕生                                         | 東宝                                                | 合成作画 |
| 1959年12月26日 | 宇宙大戦争                                       | 東宝                                                | 背景     |
| 1960年4月10日  | 電送人間                                         | 東宝                                                | 背景     |
| 1960年4月26日  | ハワイ・ミッドウェイ大海空戦 太平洋の嵐          | 東宝                                                | 背景     |
| 1960年12月11日 | ガス人間第一号                                   | 東宝                                                | 背景     |
| 1961年1月3日   | 大坂城物語                                       | 東宝                                                | 背景     |
| 1961年7月30日  | モスラ                                           | 東宝                                                | 背景     |
| 1961年8月13日  | 紅の海                                           | 東宝                                                | 背景     |
| 1961年9月17日  | ゲンと不動明王                                   | 東宝                                                | 背景     |
| 1961年10月8日  | 世界大戦争                                       | 東宝                                                | 背景     |
| 1962年3月21日  | 妖星ゴラス                                       | 東宝                                                | 背景     |
| 1962年3月21日  | 紅の空                                           | 東宝                                                | 背景     |
| 1962年8月11日  | キングコング対ゴジラ                             | 東宝                                                | 背景     |
| 1963年1月3日   | 太平洋の翼                                       | 東宝                                                | 背景     |
| 1963年5月29日  | 青島要塞爆撃命令                                 | 東宝                                                | 背景     |
| 1963年8月11日  | マタンゴ                                         | 東宝                                                | 背景     |
| 1963年10月26日 | 大盗賊                                           | 東宝                                                | 背景     |
| 1963年12月22日 | 海底軍艦                                         | 東宝                                                | 背景     |
| 1964年1月13日  | 士魂魔道 大龍巻                                  | 宝塚映画 （東宝）                                   | 背景     |
| 1964年4月29日  | モスラ対ゴジラ                                   | 東宝                                                | 背景     |
| 1964年8月11日  | 宇宙大怪獣ドゴラ                                 | 東宝                                                | 背景     |
| 1964年12月20日 | 三大怪獣 地球最大の決戦                          | 東宝                                                | 背景     |
| 1965年6月19日  | 太平洋奇跡の作戦 キスカ                          | 東宝                                                | 背景     |
| 1965年8月8日   | フランケンシュタイン対地底怪獣                   | 東宝 ベネディクト･プロ （東宝）                     | 背景     |
| 1965年10月31日 | 大冒険                                           | 東宝 渡辺プロダクション （東宝）                    | 背景     |
| 1965年12月19日 | 怪獣大戦争                                       | 東宝                                                | 背景     |
| 1966年7月13日  | ゼロ・ファイター 大空戦                          | 東宝                                                | 背景     |
| 1966年7月31日  | フランケンシュタインの怪獣 サンダ対ガイラ        | 東宝 ベネディクト･プロ （東宝）                     | 背景     |
| 1966年12月17日 | ゴジラ・エビラ・モスラ 南海の大決闘              | 東宝                                                | 背景     |
| 1967年7月22日  | キングコングの逆襲                               | 東宝                                                | 背景     |
| 1967年12月16日 | 怪獣島の決戦 ゴジラの息子                        | 東宝                                                | 背景     |
| 1968年8月1日   | 怪獣総進撃                                       | 東宝                                                | 背景     |
| 1968年8月14日  | 連合艦隊司令長官 山本五十六                      | 東宝                                                | 背景     |
| 1969年7月26日  | 緯度0大作戦                                      | 東宝 ドン・シャーププロ （東宝）                    | 背景     |
| 1969年8月13日  | 日本海大海戦                                     | 東宝                                                | 背景     |
| 1970年8月1日   | ゲゾラ・ガニメ・カメーバ 決戦!南海の大怪獣       | 東宝                                                | 背景     |
| 1981年         | ねらわれた学園                                   | 東宝                                                | 背景     |
| 1984年3月17日  | さよならジュピター                               | 東宝                                                | 背景     |
| 1984年         | 零戦燃ゆ                                         | 東宝                                                | 背景     |
| 1984年         | 天国にいちばん近い島                             | 東映                                                |          |
| 1987年         | 漂流教室                                         | 東宝東和                                            |          |
| 1988年         | 帝都物語                                         | 東宝                                                |          |
| 1990年         | タスマニア物語                                   | 東宝                                                |          |
| 1991年         | 大誘拐 RAINBOW KIDS                              | 東宝                                                |          |
| 1993年         | 大病人                                           | 東宝                                                |          |
| 1993年         | まあだだよ                                       | 大映                                                |          |
| 1993年         | 水の旅人 侍KIDS                                  | 東宝                                                |          |
| 1996年7月13日  | ガメラ2 レギオン襲来                             | 大映 日本テレビ 博報堂 富士通 日本出版販売 （東宝） | 背景     |
| 2004年12月4日  | ゴジラ FINAL WARS                                | 東宝                                                | 背景     |
| 2006年         | 犬神家の一族                                     | 東宝                                                |          |
| 2007年         | 武士の一分                                       | 松竹                                                |          |
| 2008年         | ザ・マジックアワー                               | 東宝                                                | 背景     |
| 2008年9月13日  | 大決戦!超ウルトラ8兄弟                           | 円谷プロダクション （松竹メディア事業部）           | 背景     |
| 2012年7月10日  | 巨神兵東京に現わる                               | 特撮研究所 カラー                                   | 背景美術 |
| 2015年3月14日  | 劇場版 ウルトラマンギンガS 決戦!ウルトラ10勇士!! | 円谷プロダクション （松竹メディア事業部）           | 背景     |
| 2015年10月24日 | ギャラクシー街道                                 | 東宝                                                | 宇宙作画 |
| 2015年12月12日 | 母と暮せば                                       | 松竹                                                | 背景     |
| 2021年3月8日   | シン・エヴァンゲリオン劇場版                     | カラー                                              | 背景美術 |

### テレビ
- ウルトラシリーズ - 背景

## 著書
- 『特撮の空 島倉二千六、背景画の世界』（ホビージャパン、2021年）